# طواف أوقيانوسيا للدراجات 2013
طواف أوقيانوسيا للدراجات 2013 (بالإنجليزية: 2013 UCI Oceania Tour)‏ هو الموسم التاسع من طواف أوقيانوسيا للدراجات ‏، تكون من ثلاث سباقات، فاز بالمركز الأول داميان هاوسون، وبالمركز الثاني ناثان ايرل، وبالمركز الثالث بنيامين ديبول.

## السباقات
| 3 – 6 يناير | طواف هيرالد صن                           | كالفين واتسون      | أرون دونلي ‏ | جوشوا أتكينز |  |
| 14 مارس     | سباق الزمن في بطولة أوقيانوسيا للدراجات  | Paul Odlin (NZL)   |             |              |  |
| 17 مارس     | سباق الطريق في بطولة أوقيانوسيا للدراجات | كاميرون ماير (AUS) |             |              |  |

## وصلات خارجية
- الموقع الرسمي